# Premiership Rugby Cup 2018-19
La Premiership Rugby Cup 2018-19 fue la primera edición del torneo de rugby para equipos de Inglaterra que participan en la primera división del mencionado país.
El campeón fue el equipo de Northampton Saints quienes obtuvieron su primer campeonato.

## Sistema de disputa
Cada equipo disputa tres partidos frente a sus rivales de grupo, además se agrega un cuarto partido en los denominados derby games, luego de la fase de grupos los mejores clasificados de cada grupo avanzan a las semifinales junto al mejor segundo.

## Desarrollo
Calendario de partidos

### Grupo 1
| Pos. | Equipo            | Encuentros | Encuentros | Encuentros | Encuentros | Tantos | Tantos | Tantos | PB | PB | Puntos |
| Pos. | Equipo            | PJ         | PG         | PE         | PP         | F      | C      | Dif    | BO | BD | Puntos |
| ---- | ----------------- | ---------- | ---------- | ---------- | ---------- | ------ | ------ | ------ | -- | -- | ------ |
| 1.º  | Newcastle Falcons | 4          | 3          | 1          | 0          | 95     | 62     | +33    | 1  | 0  | 15     |
| 2.º  | Exeter Chiefs     | 4          | 3          | 1          | 0          | 88     | 63     | +25    | 1  | 0  | 15     |
| 3.º  | Bath              | 4          | 1          | 0          | 3          | 96     | 74     | +22    | 1  | 1  | 6      |
| 4.º  | Harlequins        | 4          | 1          | 0          | 3          | 73     | 103    | -30    | 0  | 1  | 5      |

|  | Semifinalista. |

### Grupo 2
| Pos. | Equipo             | Encuentros | Encuentros | Encuentros | Encuentros | Tantos | Tantos | Tantos | PB | PB | Puntos |
| Pos. | Equipo             | PJ         | PG         | PE         | PP         | F      | C      | Dif    | BO | BD | Puntos |
| ---- | ------------------ | ---------- | ---------- | ---------- | ---------- | ------ | ------ | ------ | -- | -- | ------ |
| 1.º  | Worcester Warriors | 4          | 3          | 0          | 1          | 123    | 72     | +51    | 4  | 0  | 16     |
| 2.º  | Saracens           | 4          | 3          | 1          | 0          | 110    | 70     | +40    | 2  | 0  | 16     |
| 3.º  | Sale Sharks        | 4          | 1          | 1          | 2          | 48     | 94     | -46    | 0  | 0  | 6      |
| 4.º  | Leicester Tigers   | 4          | 0          | 0          | 4          | 69     | 125    | -56    | 0  | 1  | 1      |

|  | Semifinalista. |

### Grupo 3
| Pos. | Equipo             | Encuentros | Encuentros | Encuentros | Encuentros | Tantos | Tantos | Tantos | PB | PB | Puntos |
| Pos. | Equipo             | PJ         | PG         | PE         | PP         | F      | C      | Dif    | BO | BD | Puntos |
| ---- | ------------------ | ---------- | ---------- | ---------- | ---------- | ------ | ------ | ------ | -- | -- | ------ |
| 1.º  | Northampton Saints | 4          | 3          | 0          | 1          | 125    | 72     | +53    | 2  | 1  | 15     |
| 2.º  | Bristol Bears      | 4          | 2          | 0          | 2          | 85     | 95     | -10    | 1  | 1  | 10     |
| 3.º  | Gloucester         | 4          | 2          | 0          | 2          | 58     | 92     | -34    | 1  | 0  | 9      |
| 4.º  | Wasps              | 4          | 0          | 0          | 4          | 63     | 111    | -48    | 0  | 1  | 1      |

|  | Semifinalista. |

### Semifinales
| 8 de febrero de 2019 | Worcester Warriors | 22 - 38 | Saracens | Sixways Stadium, Worcester |  |

| 9 de febrero de 2019 | Northampton Saints | 59 - 33 | Newcastle Falcons | Franklin's Gardens, Northampton |  |

### Final
| 17 de marzo de 2019 | Northampton Saints | 23 - 9 | Saracens | Franklin's Gardens, Northampton |  |

| Bandera de Inglaterra      |
| Campeón Northampton Saints |
| Primer título              |